# Šrobárová
Šrobárová (ungarisch Szilasháza oder älter Srobárfalva) ist eine Gemeinde im Südwesten der Slowakei mit 485 Einwohnern (Stand 31. Dezember 2024). Sie liegt im Okres Komárno, einem Teil des Nitriansky kraj.

## Geographie
Die Gemeinde befindet sich im slowakischen Donautiefland, am südlichen Rand des Hügellandes Pohronská pahorkatina, ungefähr sieben Kilometer (Luftlinie) nördlich der Donau. Das Gemeindegebiet reicht von der leicht hügeligen Landschaft nördlich des Ortes zu den waldlosen und landwirtschaftlich genutzten Ebenen südlich davon. Das Ortszentrum liegt auf einer Höhe von 122 m n.m. und ist 17 Kilometer von Hurbanovo sowie 20 Kilometer von Komárno entfernt.
Nachbargemeinden sind Mudroňovo im Norden, Modrany im Osten sowie Marcelová im Süden und Westen.

## Geschichte

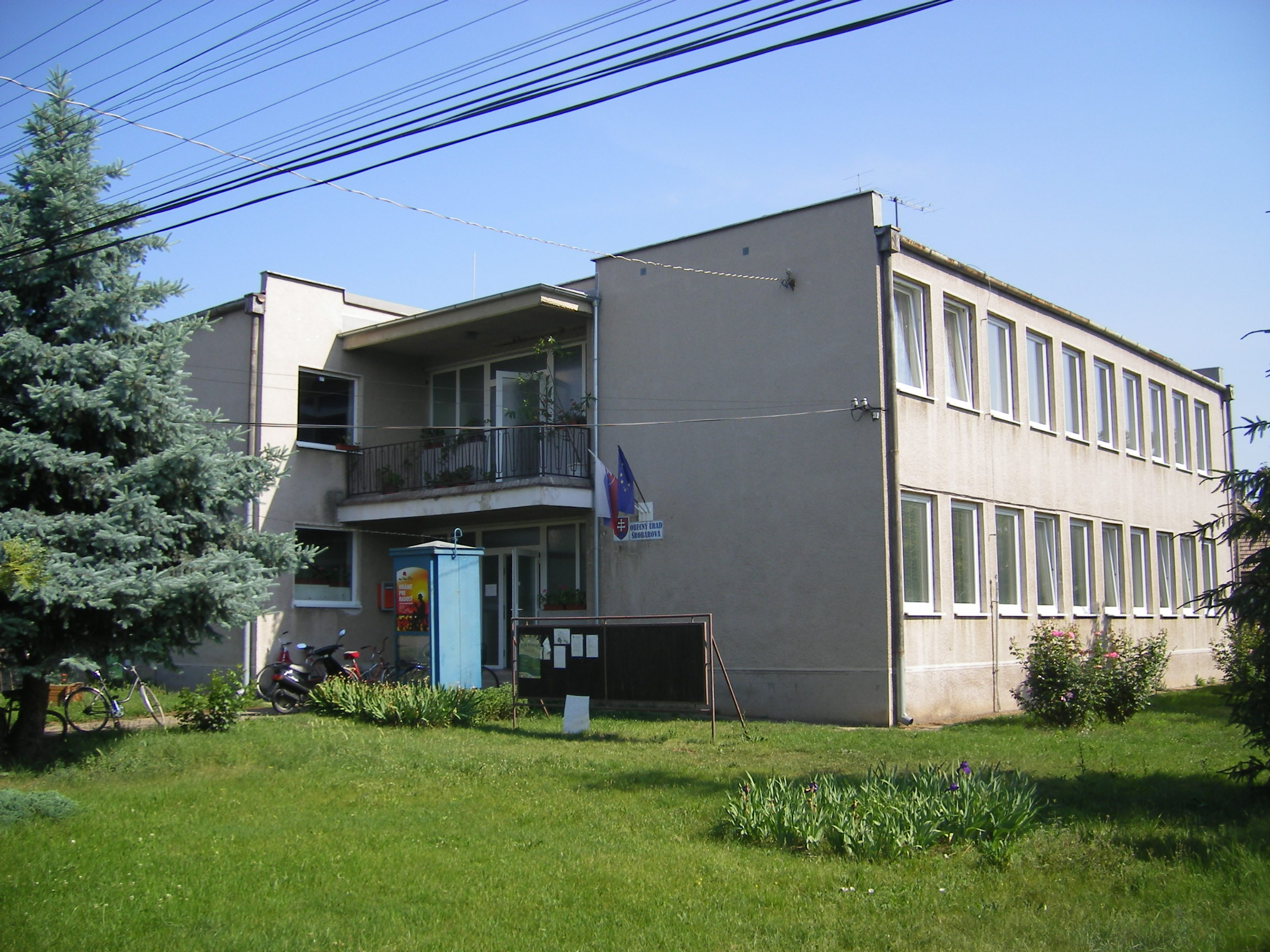
Gemeindeamt von Šrobárová

Der Ort wurde 1921 nach einer Landreform rund um den alten Meierhof Szilos durch Siedler aus der Nord- und Mittelslowakei (überwiegend aber aus den Landschaften Kysuce und Orava) sowie Mähren (Gegend von Uherské Hradiště) gegründet. Sie war damals Teil der Gemeinde Krátke Kesy (heute Teil von Marcelová). Die eigentliche Gemeinde entstand 1926 von Teilen der damaligen Gemeinden Krátke Kesy, Marcelová und Modrany und wurde zu Ehren des slowakischen Politikers Vavro Šrobár genannt.
Infolge des Ersten Wiener Schiedsspruchs war Šrobárová zwischen 1938 und 1945 Teil von Ungarn. 1941 wurden die slowakischen Siedler durch die ungarische Regierung ausgewiesen, kehrten aber 1945 nach Ende des Zweiten Weltkriegs und Wiedereingliederung in die Tschechoslowakei zurück.

## Bevölkerung
| Jahr                | 1994 | 2004    | 2014    | 2024    |
| ------------------- | ---- | ------- | ------- | ------- |
| Anzahl der Personen | 498  | 487     | 508     | 485     |
| Unterschied         |      | −2,20 % | +4,31 % | −4,52 % |

| Jahr                | 2023 | 2024    |
| ------------------- | ---- | ------- |
| Anzahl der Personen | 487  | 485     |
| Unterschied         |      | −0,41 % |

Gemäß der Volkszählung 2011 wohnten in Šrobárová 500 Einwohner, davon 466 Slowaken und 20 Magyaren, drei Ukrainer sowie jeweils ein Russine und Tscheche. Ein Einwohner gab eine andere Ethnie an und acht Einwohner machten keine Angabe zur Ethnie.
401 Einwohner bekannten sich zur römisch-katholischen Kirche, 18 Einwohner zur reformierten Kirche, 14 Einwohner zur Evangelischen Kirche A. B., jeweils 6 Einwohner zu den Baptisten und zur griechisch-katholischen Kirche, jeweils 2 Einwohner zu den Zeugen Jehovas, zur jüdischen Gemeinde und zur orthodoxen Kirche und ein Einwohner zur apostolischen Kirche; 3 Einwohner bekannten sich zu einer anderen Konfession. 28 Einwohner waren konfessionslos und bei 17 Einwohnern wurde die Konfession nicht ermittelt.

## Bauwerke und Denkmäler

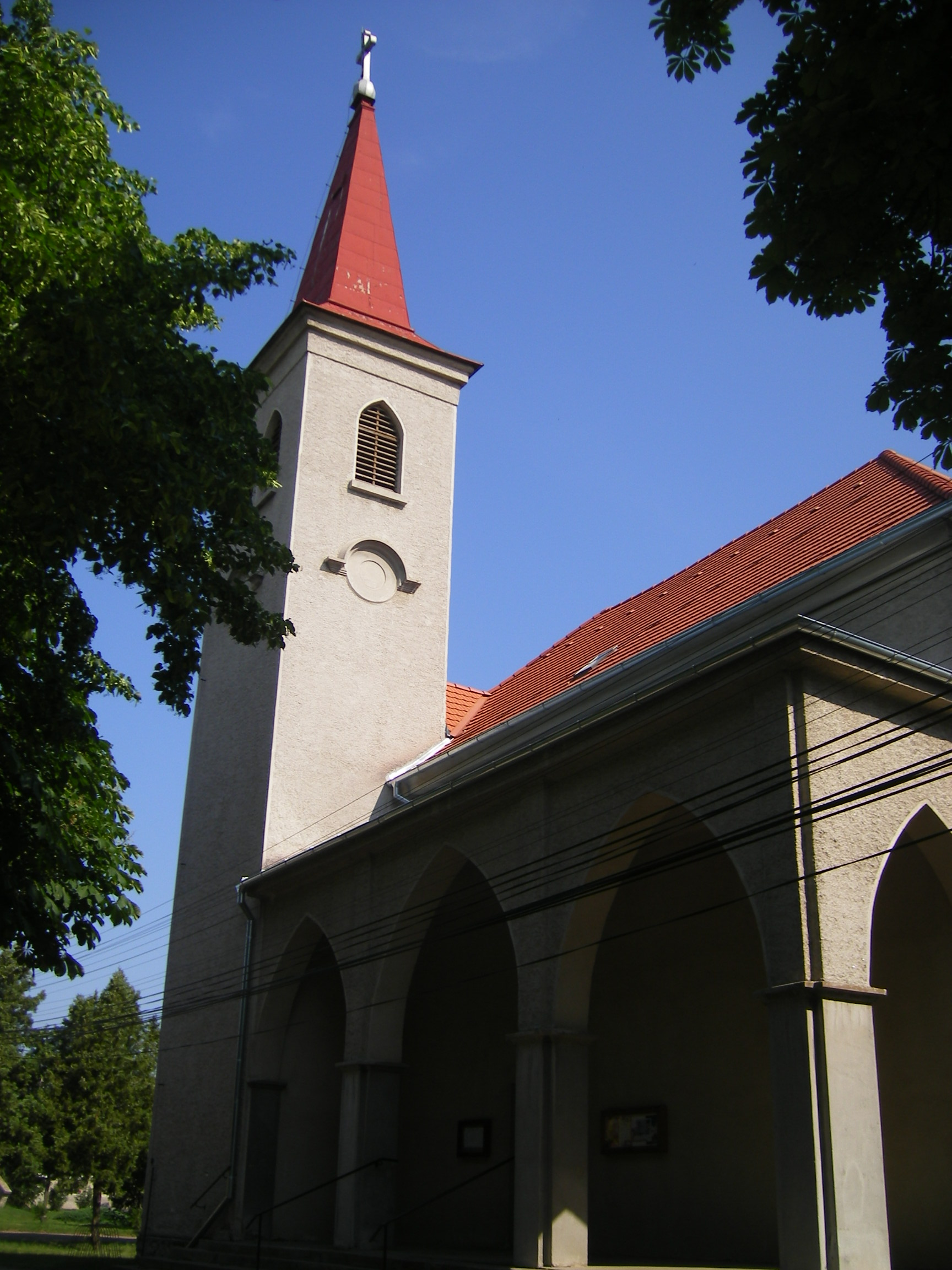
Kirche

- Römisch-katholische Kirche Sieben Schmerzen Mariens aus dem Jahr 1934